# ایپ من (فیلم)
ایپ من (انگلیسی: Ip Man) فیلمی در ژانر اکشن، زندگینامه‌ای، و رزمی به کارگردانی ویلسون ییپ است که در سال ۲۰۰۸ منتشر شد. از بازیگران آن می‌توان به دانی ین و سیمون یام اشاره کرد. این فیلم بر اساس زندگی‌نامهٔ استادِ بروس لی (ییپ من) ساخته شده‌است.

## دنباله‌ها
- ایپ من ۲
- ایپ من ۳
- استاد زد: میراث ایپ من
- ایپ من ۴: پایان

## فیلم‌های دیگر با محوریت شخصیت ایپ من
فیلم ها با بازی دنیس تو در نقش ایپ من
افسانه متولد می‌شود: ایپ من
Kung Fu League
ایپ من: استاد کونگ‌فو
فیلم های تک
استاد بزرگ (فیلم) با بازی تونی لیانگ در نقش ایپ من
ایپ من: مبارزه نهایی با بازی آنتونی وانگ در نقش ایپ من